# 죽어도 자이언츠
죽어도 자이언츠(Giants 'Til I Die)는 한국에서 제작된 이동윤 감독의 2022년 다큐멘터리 영화이다.
롯데 자이언츠가 1992년 마지막으로 우승한 이후로 30년이 넘는 세월 동안 우승을 하지 못한다. 이 영화는 자이언츠의 40년의 역사를 조명한다.